# Цетина (Цивљане)
Цетина је насељено мјесто у Далмацији. Припада општини Цивљане, у Шибенско-книнској жупанији, Република Хрватска. Према прелиминарним подацима са последњег пописа 2021. године у месту је живело 124 становника.

## Географија
Налази се 7 км североисточно од Врлике и 6 км од седишта општине Цивљана, у подножју и на обронцима планине Динара, на изворишту реке Цетине.
Село Цетина налази се испод саме планине Динаре са једне, Козјака и Свилаје са друге стране а у самом селу, поред мноштва других извора питке воде, налази се и оно смарагдно врело које носи име села и реке која кроз њега протиче. Гротло врела Цетина спушта се под саму планину а дубина његовог окна је око стотину и тридесет метара, мада до крајње дубине, још увек, није нико стигао.
Сви извори обилују чистом, питком водом и непроцењиво су природно богатство за читав цетински крај.

## Историја
Цетина се од распада Југославије до августа 1995. године налазила у Републици Српској Крајини. До територијалне реорганизације у Хрватској насеље се налазило у саставу бивше општине Книн.
Отац Јован, сабрат манастира Драговић о животу у Цетини говори:
| „ | На жалост, последице рата који је задесио овај крај и данас су видљиве. Основни извор прихода, па негде и најсигурнији за овакве крајеве су пољопривреда и сточарство. За велику већину људи који су пре две деценије отишли, те две делатности нису и најприхватљивије. Не могу рећи да нема и других фактора који не иду на руку народу који овде живи, али мислим да је то примарни разлог због којег се народ више не враћа. Овдашње становништво расуто је по целом свету, а како је овај народ одрастао горштачки, отпоран на све, ти људи су се већином добро снашли тамо где су данас. Услови су овде кроз генерације сурови и за многе се одлука о повратку граничи истовремено са храброшћу и лудошћу. Они који су доспели у неке земље, крајеве, где се, уз неупоредиво мање муке, може пристојно живети, негде је и разумљиво што се не враћају, но ни они нису заборавили свој крај, а то је оно што нас све теши. Обнављају куће, доводе децу у време празника, и бар у том летњем периоду Далмација оживи. Оно што нам је јако важно јесте да своју децу уче ко су, одакле потичу, где су им корени, а томе и сам могу посведочити јер лети реке људи долазећи овде, долазе и у наш манастир Драговић. Данашње стање је тако, а како ће бити у будућности то сам Бог зна. | ” |

## Култура
У Цетини се налази храм Српске православне цркве Вазнесења Господњег из 1391. и новија истоимена српска православна црква из 1940. године.

## Становништво
Према попису из 1991. године, Цетина је имала 853 становника, међу којима је било 793 Срба, 41 Хрват, 2 Југословена и 17 осталих. Према попису становништва из 2001. године, Цетина је имала 123 становника. Према попису становништва из 2011. године, насеље Цетина је имало 195 становника.
| Националност       | 1991. | 1981. | 1971. | 1961. |
| Срби               | 793   | 795   | 1.007 | 1.056 |
| Хрвати             | 41    | 67    | 82    | 90    |
| Југословени        | 2     | 82    | 6     |       |
| остали и непознато | 17    | 7     | 5     |       |
| Укупно             | 853   | 951   | 1.100 | 1.146 |

| Демографија | Демографија | Демографија |
| Година      | Становника  | Становника  |
| ----------- | ----------- | ----------- |
| 1961.       | 1.146       |             |
| 1971.       | 1.100       |             |
| 1981.       | 951         |             |
| 1991.       | 853         |             |
| 2001.       | 123         |             |
| 2011.       |             | 195         |

## Попис 1991.
На попису становништва 1991. године, насељено место Цетина је имало 853 становника, следећег националног састава:
| Попис 1991.‍  | Попис 1991.‍  | Попис 1991.‍ | Попис 1991.‍ | Попис 1991.‍ |
| ------------ | ------------ | ----------- | ----------- | ----------- |
|              |              |             |             |             |
| Срби         | Срби         |             | 793         | 92,96%      |
| Хрвати       | Хрвати       |             | 41          | 4,80%       |
| Југословени  | Југословени  |             | 2           | 0,23%       |
| неопредељени | неопредељени |             | 7           | 0,82%       |
| непознато    | непознато    |             | 10          | 1,17%       |
| укупно: 853  |              |             |             |             |

## Презимена
- Батица — Православци, славе Св. Јована
- Баришић — Православци, славе Св. Јована
- Врањеш — Православци, славе Св. Николу
- Вуковић — Православци, славе Св. Врачеве
- Гаргента — Православци, славе Ђурђевдан
- Ђукић — Православци, славе Св. Јована
- Куробаса — Православци, славе Св. Јована
- Кнежевић — Православци, славе Св. Јована
- Маријан — Православци, славе Св. Јована
- Медић — Православци, славе Ђурђевдан
- Милаш — Православци, славе Св. Стефана
- Преочанин — Православци, славе Аранђеловдан
- Четник — Православци, славе Св. Стефана
- Шкрбић — Православци, славе Часне вериге Св. апостола Петра
- Тотић — Римокатолици